# Йонджо (ван Чосону)
Йонджо (кор. 영조, 英祖, Yeongjo, Yŏngjo); ім'я при народженні Лі Кум (кор. 이금, 李昑, I Geum, Yi Kŭm; 31 жовтня 1694 — 22 квітня 1776) — корейський правитель, двадцять перший володар держави Чосон.

## Біографія
Був другим сином вана Сукчона. Зійшов на престол після раптової смерті старшого брата, вана Кьонджона.
За його правління в Кореї панівною була конфуціанська релігія. Сам ван з великою цікавістю ставився до філософії Конфуція й намагався призначати на важливі державні пости чиновників-конфуціанців. Доба правління Йонджо також позначилась діяльністю легендарного секретного урядового інспектора Пак Мун Су — людини, якій корейці з усієї країни могли скаржитись на корупцію серед чиновників.
Йонджо став першим корейським правителем, який вживав заходів проти посилення римо-католицького впливу. Особливої популярності католицтво набуло в провінціях Канвон і Хванхе. 1758 року католицьку релігію було оголошено поза законом, а корейська влада почала арешти й репресії проти місіонерів.
Чосон підтримував дипломатичні зв'язки з імперією Цін та Японією. Однак 1764 року було припинено відносини з Японією, влада якої була невдоволена видатками на утримання корейського посольства, що складалось з 400—500 осіб.
Єдиним неприємним інцидентом, що стався за часів правління Йонджо, була страта за наказом вана його сина, спадкового принца Садо. Принц мав психічне захворювання, неодноразово вбивав обслугу, а його зв'язок з фрейліною власної бабці вважався статевим збоченням. Йонджо, відповідно до регламенту суду, не міг убити сина власноруч, і тоді, в серпні 1762 року Садо наказали піднятись у великий дерев'яний рисовий ящик. Спадковий принц перебував у ящику впродовж восьми діб, після чого помер від голоду й задухи. Від того моменту спадкоємцем престолу став Чонджо, який зійшов на трон 1776 року після смерті діда.